# Edith Eckbauer
Edith Eckbauer   (Múnic, 27 d'octubre de 1949), de casada Baumann, és una remadora alemanya, ja retirada, que va competir sota bandera de la República Federal Alemanya durant la dècada de 1970.
El 1976 va prendre part en els Jocs Olímpics d'Estiu de Mont-real on, formant parella amb Thea Einöder, guanyà la medalla de bronze en la prova del dos sense timoner del programa de rem. En el seu palmarès també destaquen una medalla de bronze al Campionat del món de rem i dues, del mateix color, al Campionat d'Europa de rem.